# Шроппел (Нью-Йорк)
Шроппел (англ. Schroeppel) — місто (англ. town) в США, в окрузі Освіго штату Нью-Йорк. Населення — 7969 осіб (2020).

## Демографія
Згідно з переписом 2010 року, у місті мешкала 8501 особа в 3347 домогосподарствах у складі 2329 родин. Було 3659 помешкань
Расовий склад населення:
| - 96,8 % — білих - 0,7 % — корінних американців - 0,6 % — чорних або афроамериканців - 0,4 % — азіатів |

До двох чи більше рас належало 1,2 %. Частка іспаномовних становила 1,3 % від усіх жителів.
За віковим діапазоном населення розподілялося таким чином: 24,1 % — особи молодші 18 років, 64,0 % — особи у віці 18—64 років, 11,9 % — особи у віці 65 років та старші. Медіана віку мешканця становила 40,0 року. На 100 осіб жіночої статі у місті припадало 99,8 чоловіків;  на 100 жінок у віці від 18 років та старших — 96,6 чоловіків також старших 18 років.
Середній дохід на одне домашнє господарство  становив 70 080 доларів США (медіана — 57 946), а середній дохід на одну сім'ю — 82 237 доларів (медіана — 71 335). Медіана доходів становила 40 599 доларів для чоловіків та 37 222 долари для жінок. За межею бідності перебувало 16,3 % осіб, у тому числі 25,7 % дітей у віці до 18 років та 10,4 % осіб у віці 65 років та старших.
Цивільне працевлаштоване населення становило 4103 особи. Основні галузі зайнятості: освіта, охорона здоров'я та соціальна допомога — 20,0 %, роздрібна торгівля — 17,5 %, виробництво — 10,2 %, будівництво — 10,0 %.